# Phare d'Utvær
Le phare d'Utvær (en norvégien : Utvær fyr)  est un phare côtier situé dans la partie ouest de la commune de Solund, dans le comté de Vestland (Norvège). Il est géré par l'administration côtière norvégienne (en norvégien : Kystverket). C'est le phare le plus à l'ouest de la Norvège.
Le phare est classé patrimoine culturel par le Riksantikvaren depuis 1999 .

## Histoire
Le phare est situé sur une petite île rocheuse à environ 6.5 km à l'ouest de l'île de Ytre Sula, à l'embouchure de Sognefjord. Le phare a été mis en service en 1900. C'est désormais une réserve naturelle depuis 1999 seulement accessible en bateau. Il a été automatisé en 1986. Il marque la transition entre la mer de Norvège et la mer du Nord.
La station de phare a été fortement endommagée lors d'un raid aérien pendant la Seconde Guerre mondiale en 1945. De nombreux bâtiments ont été incendiés, mais la tour historique a été épargnée.

## Description
Le phare  est une tour cylindrique en fonte de 31 mètres de haut, avec galerie est lanterne. Le bâtiment est entièrement rouge. Son feu à occultations feu isophase Il émet, à une hauteur focale de 45 mètres, un éclat blanc, rouge et vert  selon différents secteurs toutes les 30 secondes. Sa portée nominale est de 18.6 milles nautiques (environ 34 km).
Identifiant : ARLHS : NOR-264 ; NF-2264 - Amirauté : L0004 - NGA : 4620 .
|                      |
| Le phare (1890-1900) |

|          |
| Le phare |

### Lien connexe
- Liste des phares de Norvège